# Grapher
Grapher（グラファー）は Mac OS X v10.4に付属する、様々な方程式から2、3次元のグラフを描写することができるソフトウェアである。グラファーには様々なサンプル（微分方程式、toroid、ローレンツアトラクタ等）が付属する。様々な方程式を描写するだけではなく、ラインの色、背景色、フォント等、グラフの外観を変更することもできる。また、アニメーションを作成することもできる。

## 歴史
Mac OS 9以前は、Grapherに似たソフトであるグラフ計算機が標準で付属していた。しかし、Mac OS Xにグラフ計算機に相当するソフトウェアは付属していなかった。2004年7月22日、AppleはArizona Softwareの "Curvus Pro X" を買収した。そして、"Grapher" という名前が決定するまで、Curvus Pro Xを「グラフ計算機」と改名した。Grapherは事実上グラフ計算機の後続だが、グラフ計算機そのものではない。OS X v10.8.3付属のGrapherは現在ver2.3、Grapherが今後保守され続けるかは不明である。

## 特徴
Grapherはグラフ計算機に相当する十分な機能を有している。
Grapherはグラフ計算機と同様に、2次元グラフでは対数グラフ、線形グラフ等、3次元ではグラジエント、円柱関数、球面調和関数等を描写することができる。ベクトルを扱うこともできる。GrapherはmacOS API の利点を利用するCocoaアプリケーションである。様々なフォーマットで描写したグラフを出力することもできる。